# Cryptoclidus
Il criptoclido (gen. Cryptoclidus) è un rettile marino estinto, appartenente al gruppo dei plesiosauri. I resti fossili di questo animale sono stati ritrovati in Inghilterra in terreni del Giurassico medio - superiore (Calloviano, circa 155 milioni di anni fa).

## Una bocca - trappola
Il criptoclido è uno dei plesiosauri meglio conosciuti, grazie a una serie di bellissimi fossili, comprendenti esemplari sia giovani che adulti. Era un plesiosauro di dimensioni medio - piccole (lungo circa 3-4 metri), dotato di un collo molto allungato come la maggior parte dei membri del gruppo. Il corpo, tozzo, era dotato di quattro zampe trasformate in pinne, che lo direzionavano nell'acqua.
Rispetto agli altri plesiosauri, le caratteristiche insolite di questo animale riguardavano il cranio. Questo era abbastanza largo, piuttosto leggero, e dotato di una fitta serie di denti sottili, aguzzi e inclinati verso l'infuori della bocca, che andavano a incrociarsi quando la bocca era chiusa. Vi erano dai 24 ai 27 denti su ogni ramo mandibolare, e quindi ve ne era circa un centinaio nell'intera bocca.

## Stile di vita
Probabilmente il criptoclido si nutriva di cefalopodi dal corpo molle e di piccoli pesci, usando i suoi molti denti come una trappola, o forse un filtro: il suo cranio leggero non era costruito per resistere a forze generate dal mordere o trattenere una preda. Le piccole dimensioni delle sue narici esterne e la posizione avanzata di quelle interne al di sopra della bocca hanno indotto alcuni ricercatori a formulare l'ipotesi secondo la quale le narici non erano usate per respirare, ma per "annusare" sott'acqua. Il criptoclido potrebbe aver fatto passare l'acqua attraverso le narici interne, per poi farla uscire dal "naso" e rilevare tracce chimiche delle prede.

## Specie
La specie tipo è Cryptoclidus eurymerus, ben conosciuta grazie a molti scheletri, in particolare quello in mostra al British Museum a Londra. Un'altra specie relativamente conosciuta è C. richardsoni del Dorset. La specie C. oxoniensis, spesso considerata la specie tipo e illustrata molto spesso in libri divulgativi, è invece considerata un nomen dubium in quanto si baserebbe su una vertebra; gli scheletri scoperti in seguito, ascritti a questa specie, apparterrebbero a C. eurymerus.